# Christopher Zeller
Christopher Zeller, né le 14 septembre 1984 à Munich, est un joueur allemand de hockey sur gazon.
Il fait partie de l'équipe d'Allemagne de hockey sur gazon médaillée de bronze olympique aux Jeux d'été de 2004 à Athènes et championne olympique aux Jeux olympiques d'été de 2008 et aux Jeux olympiques d'été de 2012.

## Palmarès

### Jeux olympiques
- Jeux olympiques d'été de 2004 à Athènes,  Grèce
  -  Médaille de bronze
- Jeux olympiques d'été de 2008 à Pékin,  Chine
  -  Médaille d'or
- Jeux olympiques d'été de 2012 à Londres,  Royaume-Uni
  -  Médaille d'or